# Anctoville-sur-Boscq
Anctoville-sur-Boscq és un municipi francès situat al departament de la Manche i a la regió de Normandia. L'any 2007 tenia 558 habitants.

## Demografia

### Població
El 2007 la població de fet d'Anctoville-sur-Boscq era de 558 persones. Hi havia 180 famílies de les quals 22 eren unipersonals (9 homes vivint sols i 13 dones vivint soles), 37 parelles sense fills, 112 parelles amb fills i 9 famílies monoparentals amb fills.
La població ha evolucionat segons el següent gràfic:
Habitants censats

### Habitatges
El 2007 hi havia 202 habitatges, 182 eren l'habitatge principal de la família, 15 eren segones residències i 6 estaven desocupats. Tots els 189 habitatges eren cases. Dels 182 habitatges principals, 145 estaven ocupats pels seus propietaris, 32 estaven llogats i ocupats pels llogaters i 4 estaven cedits a títol gratuït; 4 tenien dues cambres, 11 en tenien tres, 28 en tenien quatre i 138 en tenien cinc o més. 150 habitatges disposaven pel capbaix d'una plaça de pàrquing. A 53 habitatges hi havia un automòbil i a 123 n'hi havia dos o més.

### Piràmide de població
La piràmide de població per edats i sexe el 2009 era:
| Homes | Edats   | Dones |
| ----- | ------- | ----- |
| 0     | 95 o +  | 0     |
| 0     | 90 a 94 | 0     |
| 0     | 85 a 89 | 0     |
| 0     | 80 a 84 | 0     |
| 0     | 75 a 79 | 0     |
| 4     | 70 a 74 | 4     |
| 4     | 65 a 69 | 8     |
| 12    | 60 a 64 | 4     |
| 8     | 55 a 59 | 8     |
| 8     | 50 a 54 | 4     |
| 4     | 45 a 49 | 16    |
| 40    | 40 a 44 | 32    |
| 32    | 35 a 39 | 20    |
| 4     | 30 a 34 | 4     |
| 16    | 25 a 29 | 24    |
| 8     | 20 a 24 | 16    |
| 4     | 15 a 19 | 20    |
| 20    | 10 a 14 | 28    |
| 24    | 5 a 9   | 32    |
| 12    | 0 a 4   | 16    |

## Economia
El 2007 la població en edat de treballar era de 352 persones, 280 eren actives i 72 eren inactives. De les 280 persones actives 258 estaven ocupades (130 homes i 128 dones) i 23 estaven aturades (8 homes i 15 dones). De les 72 persones inactives 16 estaven jubilades, 37 estaven estudiant i 19 estaven classificades com a «altres inactius».

### Ingressos
El 2009 a Anctoville-sur-Boscq hi havia 171 unitats fiscals que integraven 503 persones, la mediana anual d'ingressos fiscals per persona era de 17.606 €.

### Activitats econòmiques
Dels 12 establiments que hi havia el 2007, 5 eren d'empreses de construcció, 2 d'empreses de comerç i reparació d'automòbils, 1 d'una empresa de transport, 1 d'una empresa d'informació i comunicació, 2 d'empreses de serveis i 1 d'una entitat de l'administració pública.
Dels 4 establiments de servei als particulars que hi havia el 2009, 1 era un guixaire pintor i 3 fusteries.
L'any 2000 a Anctoville-sur-Boscq hi havia 7 explotacions agrícoles que ocupaven un total de 105 hectàrees.

## Poblacions més properes
El següent diagrama mostra les poblacions més properes.